# Montague Phillips
Montague (Fawcett) Phillips (Tottenham (Londen), 13 november 1885 – Esher, 4 januari 1969) was een Brits componist.  Zijn muziek bestaat voornamelijk uit liederen en klassieke muziek, die gelijkenis vertoont met lichte muziek.

## Loopbaan
Zijn muzikale loopbaan begon hij als koorknaap in het kerkkoor van Bishopsgate, maar hij leende zijn stem ook voor optredens op andere plekken. Al snel volgde de piano als instrument en het orgel. Zijn debuut op dat instrument volgde op twaalfjarige leeftijd. Toen hij negentien jaar was vertrok hij naar Surrey. Vanaf 1904 was hij koordirigent en organist in Wanstead en bleef 35 jaar in deze functie. In 1908 werd hij vaste organist van de Esher Kerk, een baan die hij 43 jaar behield. Hij noemde zich toen componist en organist.
Zijn compositiestudie volgde hij van 1901 tot 1905 aan de Royal Academy of Music (RAM), waar hij samen met andere componisten zoals York Bowen, Benjamin Dale en als bekendste Arnold Bax les kreeg. Hij volgde ook lessen bij Frederic Corder en John B. McEwen en ontving diverse speciale studiebeurzen (Smart and Macfarren Scholarships), maar viel ook met zijn composities  in de prijzen (Charles Lucas medal). Tijdens de Eerste Wereldoorlog was hij deel van de "Royal Naval Volunteer Reserve" (RNVR) in Schotland, waar hij samen met de librettist Gerald Dodson gestationeerd was. In deze tijd ontstonden de eerste schetsen voor zijn operette The Rebel Maid. In 1926 werd hij professor aan de RAM. Daarnaast bleef hij freelance componist, maar hij gaf zelf ook uitvoeringen als pianist, begeleider en dirigent.
Zijn beginwerk bestond voornamelijk uit liederen, die hij mede componeerde voor zijn vrouw, de sopraan Clara Butterworth. Zijn liederen kregen belangstelling van Eric Coates en Haydn Wood en het is dan ook niet verbazingwekkend dat zijn liederen verschenen op de Proms; de eerste keer in 1905. Tegen die tijd verscheen ook zijn eerste grotere werk, dat bredere belangstelling trok: het Magnificat and Nunc Dimitis.
Alhoewel hij in bijna alle genres componeerde, is hij toch vooral bekend geworden vanwege de lichte muziek die hij componeerde, vooral in het interbellum.

## Oeuvre (selectie)
- 1912: opus 16: Fantasie voor viool en orkest
- 1913: opus 19: The Death of Admiral Blake, (cantate) voor bariton solo, gemengd koor en orkest - tekst: Sir Henry Newbolt
- 1914: opus 21., nr. 1: The Fairy Garden, zangcyclus voor zangstem en piano - tekst: Harold Simpson
  1. Before the dawn
  2. Sunny showers
  3. Falling Stream
  4. Wind on the wheat
  5. A little bird song
  6. The garden wakes
- 1916: opus 24: Songs of Joy, voor lage stem en piano - tekst: Nancie B. Marsland en Nora C. Usher
  1. Every Morning
  2. The Little Good People
  3. Love's Spell
  4. Sing, joyous bird - tekst: Nora C. Usher
- 1919: opus 31: Flowering Trees, voor zangstem en piano - tekst: Nancie B. Marsland
  1. Lilac
  2. Laburnum
  3. Hawthorn
  4. Crab-Apple
- 1919: opus 32: Pianoconcert nr. 2 in E groot
  1. Andante non troppo - Allegro risoluto - Più animato -Andante cantabile - Tranquillo - Allegro con spirito
  2. Lento sostenuto - Andante - Tranquillo
  3. Allegro con brio
- 1920: opus 33: Through a Lattice Window, zangcyclus voor zangstem en piano - tekst: E. Lockton
- 1922: opus 35 nr. 2: O Ship of My Delight, (lied) voor sopraan en piano - tekst: Arthur L Salmon
- 1923: opus 37: Old World Dance, suite voor harmonieorkest (ook in een uitgave voor zangstem en piano - tekst: Katie M. Luck)
  1. With courtly grace - Gavotte
  2. Powder and patches - Minuet
  3. Sweet Lady Moll - Sarabande
  4. In the gay olden time - Gigue
- 1923: opus 38: In May Time, suite
  1. On a May Morning (Allegro)
  2. Daffodil Time (Andante Grazioso)
  3. Spring Blossoms (Allegro)
  4. May-time Revels  (Allegro Con Spirito)
- 1924: opus 39 nr. 1: The Dance on the Lawn, voor zangstem en piano - tekst: Katie M. Luck
- 1925: opus 40: Hillside melody, tone poem
- 1927: opus 43: (1) Violetta: Air de Ballet; (2) Arabesque, voor strijkorkest
- 1927: opus 44 nr. 4: Sun-Flakes, voor zangestem en piano - tekst: A. St. John Adcock
- 1927: opus 45: Dance Revels, suite voor harmonieorkest
  1. Mazurka
  2. Minuet
  3. Valse
- 1929: opus 49: A Forest Melody, voor strijkorkest
- 1936: opus 59: A Surrey Suite (ook in een uitgave voor harmonieorkest)
  1. Richmond Park
  2. The Shadowy Pines
  3. Kingston Market
- 1936: opus 60: Charles II ouverture
- 1936: opus 61: A Moorland Idyll, voor strijkorkest
- 1937: opus 62: Revelry ouverture
- 1942: opus 68: Empire March, voor orkest (ook in een uitgave voor orgel)
- 1943: opus 70: Sinfonietta in C
- 1944: opus 71: Festival Overture (In praise of my country)
- 1945: opus 72 nr. 3: The silent mill, voor sopraan, mezzosopraan en piano - tekst: Beryl Cooper
- 1954: opus 58 nr. 4: Harvest home, Anthem voor gemengd koor
- 1954: opus 76: Hampton Court Overture voor harmonieorkest
- 1957: opus 77 nr. 1: The Owl and the Pussycat, voor vrouwenkoor - tekst: Edward Lear
- 1905: Magnificat and Nunc Dimittis in Bes
- 1907: Pianoconcert nr. 1 in fis klein
  1. Allegro maestoso - Allegro moderato - Cadenza -Andante maestoso - Molto vivace
  2. Andante cantabile
  3. Allegro con spirito
- 1907: Boadicea (symfonisch gedicht)
- 1910: Berceuse voor piano
- 1910: Nocturne voor piano
- 1910: A dream has made me weep, voor zangstem en piano - tekst: J. E. Wallis naar Heinrich Heine
- 1908-1911; rev. 1924/25: Symfonie in c klein
- 1912: The Stars, (lied) voor sopraan en piano - tekst: Heinrich Heine - gedicht 8 uit "Lyrisches Intermezzo" Buch der Lieder
- 1912: The whispering waves, voor gemengd koor - tekst: Percy Bysshe Shelley
- 1912: Dream Songs, voor zangstem en piano - tekst: E. Teschemacher
  1. In the deep Silence of the Night
  2. The Enchanted Forest
  3. My Dreamland Rose
  4. I dreamt that I was the Wind
- 1912: Sea Echoes zangcyclus voor zangstem en piano - tekst: Nancie B. Marsland
  1. Nightfall at Sea
  2. If we sailed away
  3. Waves
- 1913: Calendar of Song, voor zangstem en piano
- 1914: Heroic Overture
- 1916-1917: Four Dances from "The Rebel Maid"
  1. Jig
  2. Gavotte
  3. Graceful Dance
  4. Villagers’ Dance
- 1919: All that we see rejoices in the sunshine, voor gemengd koor - tekst: Christina Georgina Rossetti
- 1920: Seven songs, voor sopraan (of tenor) en piano
  1. The silver lamps
  2. When April laughs
  3. Wild flowers
  4. Rosemary and rue
  5. You and I and the moon
  6. Country night song
  7. A song of June
- 1921: The Rebel Maid (met lied "Fishermen of England") (operette), 3 aktes - libretto: Gerald Dodson naar een verhaal van Alexander Thompson - première: 12 maart 1921, Londen, Empire Theatre aan de Leicester Square
- 1921: The Golden Triangle, opera (nooit opgevoerd)
- 1922: The Song of Rosamund, voor zangstem en orkest
- 1924; rev. 1946: A Hillside Melody
- 1928: Jacotte voor piano
- 1930: Three country pictures, suite
- 1932: Village sketches, suite
- 1933: The world in open air, suite
- 1934: A Shakespearean Scherzo – "Titania and her Elvish Court", voor orkest
- 1939: The autumn skies are flush'd with gold, voor twee sopranen en piano - tekst: Thomas Hood
- 1939: The owl, voor twee sopranen, koor en piano - tekst: Lord Alfred Tennyson
- 1940: A lake and a fairy boat, voor twee sopranen en piano - tekst: Thomas Hood
- 1940: The stars are with the voyager, voor vrouwenkoor (SSA) en piano - tekst: Thomas Hood
- 1942: The Empire song
- 1953: A green cornfield, voor tweestemmig koor en piano - tekst: Christina Georgina Rossetti
- 1954: The first spring day, voor vrouwenkoor (SSA) - tekst: Christina Georgina Rossetti
- A Cornish Cove (lied) voor sopraan en piano
- Among the Willows, voor zangstem en piano, op. 35 nr. 6 - tekst: Nancie B. Marsland
- April is a Lady, voor zangstem en piano, op. 41. nr. 4 - tekst: D. Dickinson
- Blue-Bells, voor zangstem en piano, op. 25 nr. 6 - tekst: Doris A. Kendall
- Butterflies, voor twee sopranen - tekst: Beryl Cooper
- Cheer up!, voor zangstem en piano, op. 69 nr. 2 - tekst: Harold Simpson
- Daffodils, voor gemengd koor
- Dawn, voor gemengd koor
- Fiddler, come and play for me, voor zangstem en piano - tekst: Jennie Dunbar
- Fidelity (lied)
- Fragile Things, voor zangstem en piano, op. 47 nr. 2 - tekst: Juliette Castellan
- Go, tell my Love, voor mannenkoor, op. 73 nr. 3 - tekst: Thomas Heywood (1578-1650)
- Harlequin Dance, voor strijkorkest
- In Old Verona - A Serenade, voor strijkorkest
- It Was a Lover and His Lass, voor gemengd koor
- Morning Song, voor gemengd koor
- Nightfall at Sea (lied) voor sopraan en piano
- O God our Father in Heaven, Anthem voor gemengd koor en orgel - tekst: Charles R. Watson
- Open your Window to the Morning, voor gemengd koor, op. 56 nr. 3
- Over the hill
- O’er the downs
- Love came down on Christmas
- Prelude en fuga in g klein, voor orgel
- Revelry Overture, voor orkest
- Sigh No More Ladies, voor gemengd koor
- Spring rondo, voor strijkorkest
- Summer Nocturne, voor strijkorkest
- Sunshine dance, voor strijkorkest met glockenspiel en triangel
- Symfonisch scherzo
- The Apple Tree Fairy, voor zangstem en piano, op. 53 nr. 4 - tekst: D. Dickinson
- The Vesper Bell, voor gemengd koor
- The First Spring Day, voor drie vrouwenstemmen - tekst: Christina Georgina Rossetti
- The Solitary Rose (lied)
- The Swallows (lied)